# Cispłciowość
Cispłciowość (ang. cisgender, od łac. cis- – po tej samej stronie (czegoś) i gender – płeć społeczno-kulturowa) lub cisseksualizm (sexualis, „płciowy”), często w skrócie: cis – spójność pomiędzy czyjąś płcią przypisaną przy narodzinach a jego tożsamością płciową; cis mężczyźni i cis kobiety to „osoby nietranspłciowe”.

## Definicja i historia pojęcia
Socjologowie Kristen Schilt i Laurel Westbrook definiują cisgender jako określenie „osób, u których występuje zgodność pomiędzy płcią przypisaną w chwili narodzin, ich ciałem i ich osobistą tożsamością”. Koncept jest przeciwieństwem pojęcia transpłciowości, gdzie płeć przypisana w momencie narodzin i płeć doświadczana nie są zgodne.
Po raz pierwszy termin (zissexuell i Zissexualität w wersji niemieckiej) został użyty przez niemieckiego seksuologa Volkmara Siguscha w tekście Die Transsexuellen und unser nosomorpher Blick, a w 1995 użył go w tytule artykułu Transsexueller Wunsch und zissexuelle Abwehr. Obecnie jest to raczej rodzina terminów: cismężczyzni, ciskobiety, cisseksizm, cisseksualizm, cisgender lub cispłciowość.

Pojęcie miało przede wszystkim na celu zdjęcie stygmatu z osób transpłciowych. Słowo to: 

mówi nam, że wszyscy doświadczamy pewnego rodzaju relacji między naszymi ciałami i nami samymi, jakakolwiek by ta relacja nie była. Przypomina nam też, że ci z nas, którzy doświadczają „zgodności” między ciałem i jestestwem, mają w naszym społeczeństwie o wiele łatwiej niż ci, którzy takiej zgodności nie doświadczają.

## Krytyki pojęcia
Pojęcie to krytykują badacze gender studies. Krista Scott-Dixon wyraziła swoją preferencję raczej dla terminu „nie-trans”, niż dla wyrażeń takich jak cisseksualny i cisgenderowy, sugerując, że jest on jaśniejszy dla większości osób i jeśli celem jest zdjęcie wykluczającego stygmatu z osób transpłciowych, to właśnie to zupełnie zwykłe wyrażenie wydaje się bardziej na miejscu. Mimi Marinucci z Eastern Washington University twierdzi, że binarna opozycja „cisseksualizm–transseksualizm” może być tak samo niebezpieczna lub autodestrukcyjna, jak binarne postrzeganie płci, ponieważ upraszcza ona całe spektrum tożsamości (i ewentualnie orientacji) płciowej do zbyt prostych kategorii.
„Cisseksualizm” jest też krytykowany przez organizacje osób interpłciowych. Osoby interpłciowe rodzą się z nietypowymi fizycznymi cechami płciowymi, które mogą komplikować wstępne przypisanie płci i doprowadzić do mimowolnego lub przymusowego leczenia. Według organizacji Advocates for Informed Choice i Inter/Act cisgender jest „mylący” (confusing) w stosunku do osób interpłciowych. Przedstawicielka organizacji OII-USA (amerykańska filia organizacji Intersex International) Hida Viloria twierdzi, że jako osoba interpłciowa z nie-binarną tożsamością płciową jest ona „technicznie” cisgender, ale pojęcie to nie pozwala jednak ująć stygmatyzacji, której doświadczają osoby interpłciowe.